# Aggies d'Utah State

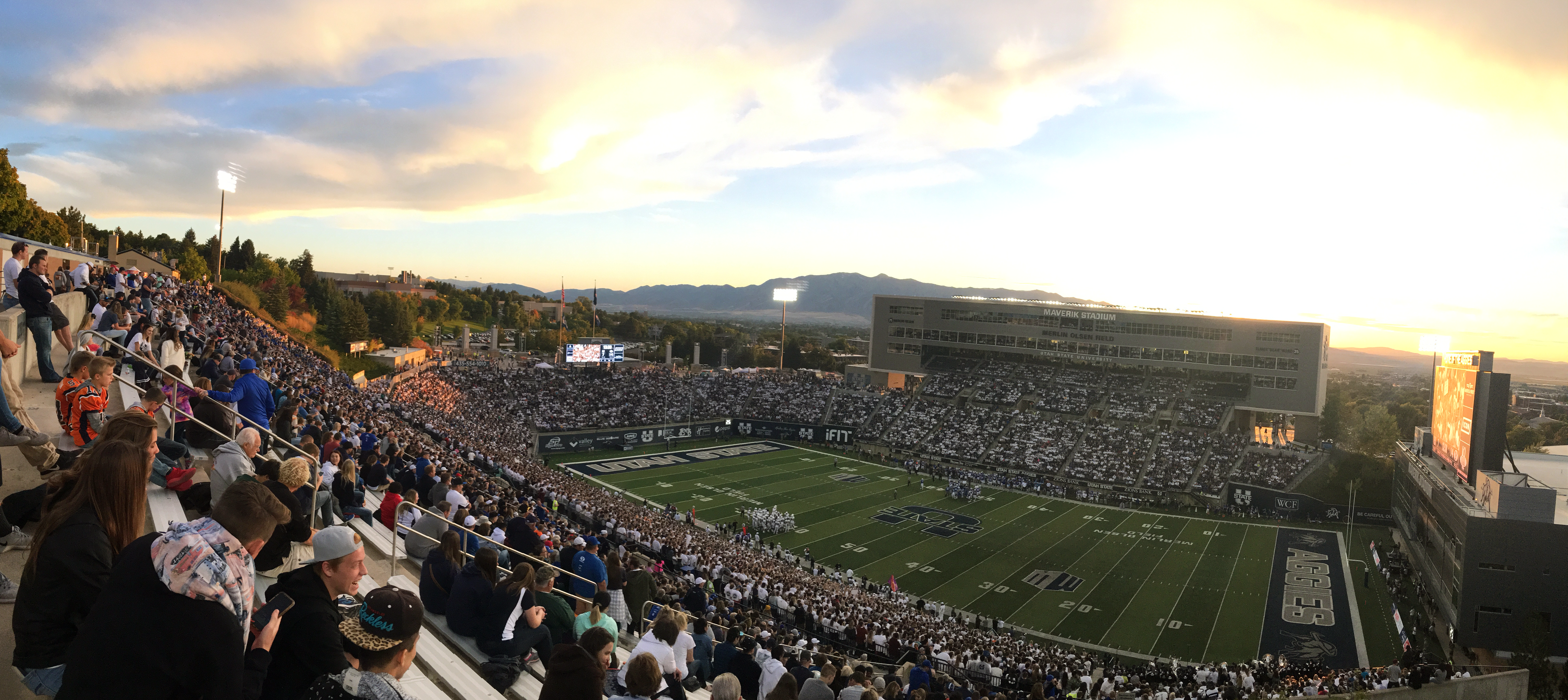
Vue du Maverik Stadium (USU contre BYU le 29 septembre 2017).

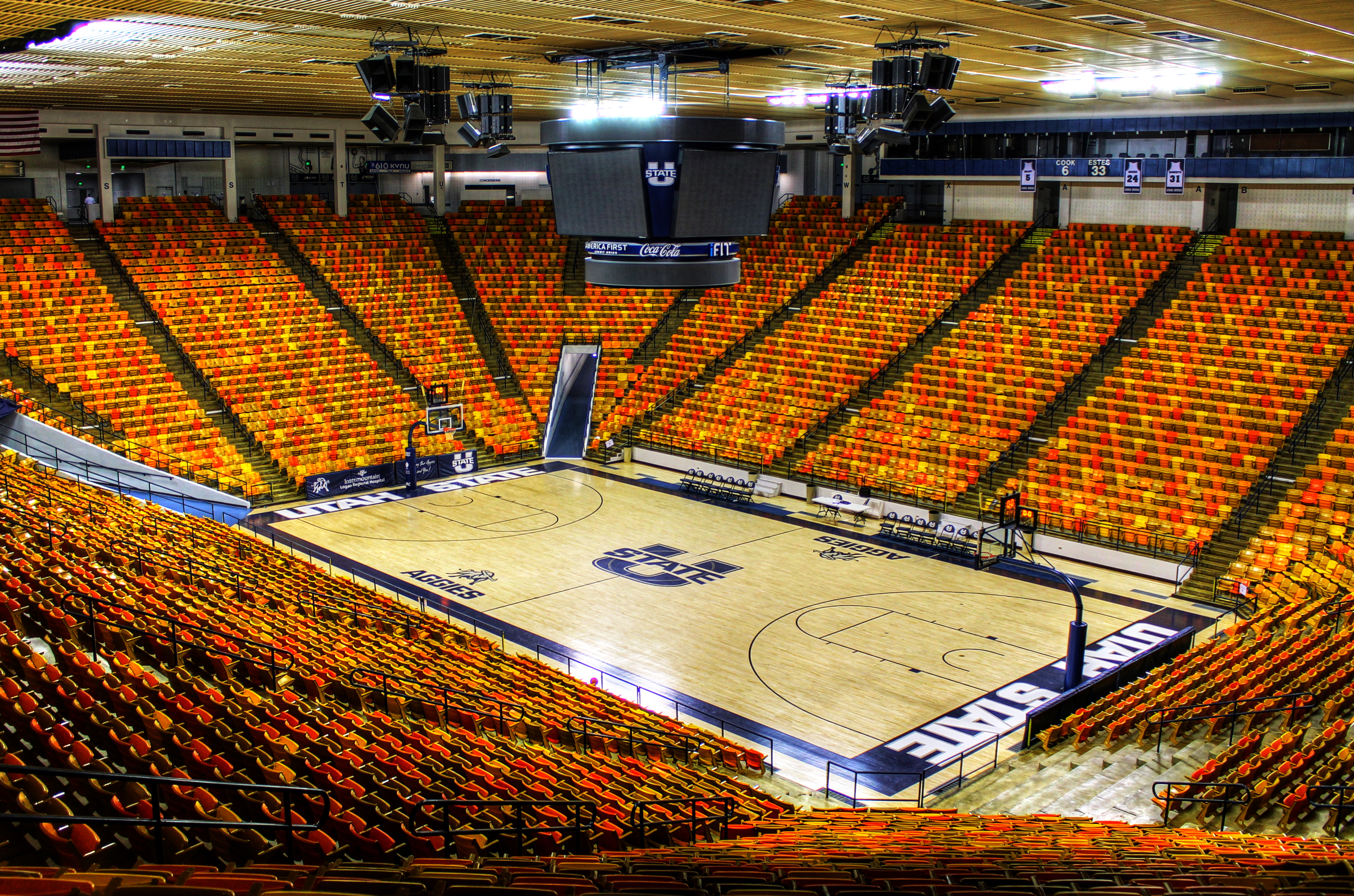
Vue intérieur du en 2013.

Aggies d'Utah State (en anglais : Utah State Aggies) est le nom donné au club omnisports universitaire de l'université d'État de l'Utah située à Logan dans l'Utah aux États-Unis.
Les 14 équipes sportives des Aggies, tant féminines (8) que masculines (6), participent aux compétitions universitaires organisées par la National Collegiate Athletic Association (NCAA) au sein de sa Division I.
Utah State fait partie de la Mountain West Conference et son programme de football américain joue dans la NCAA Division I Football Bowl Subdivision (FBS).

## Sports représentés
| Hommes (6)                                  | Femmes (8)        |
| ------------------------------------------- | ----------------- |
| Athlétisme †                                | Athlétisme †      |
| Basketball                                  | Basketball        |
| Cross country                               | Cross country     |
| Football américain                          | Football (soccer) |
| Golf                                        | Gymnastique       |
| Tennis                                      | Softball          |
|                                             | Tennis            |
|                                             | Volley-ball       |
| † – Athlétisme en salle et/ou en plein air. |                   |

## Origine du nom
Le surnom « Aggies », abréviation de « Agriculturalists », est un élément incontournable de nombreuses universités qui ont débuté comme collèges agricoles. Les sportifs des premières équipes de l'USU étaient parfois simplement appelées les « Farmers » ainsi que les « Aggies », bien que le premier nom n'ait jamais été officiel. À partir des années 1930, l'image d'un « cultivateur de haricots » avec une fourche à la main et une fétu de paille dans la bouche, a commencé à être utilisée pour représenter le collège. Non officielle, cette image n'a plus été utilisée lorsque l'établissement est devenu une université à part entière en 1957.
À la fin des années 1960 et au début des années 1970, un mouvement universitaire a tenter, sans succès, de remplacer le surnom « Aggies » par celui de « Highlanders » en référence au lien idéologique historique de l'université avec l'Écosse formé très tôt dans l'histoire du collège, principalement en raison de la situation de l'université sur une colline dans une vallée de haute montagne. En fait, pendant une brève période, les équipes de l'USU ont également été surnommées les « Scotsmen », et un vestige de cette époque perdure dans la chant de combat populaire actuel « The Scotsman ».

## Mascotte
« Big Blue » est le nom donné à la mascotte de l'université. Il s'agit d'un personnage costumé à tête de taureau et de couleur bleu marine et blanc.
Lors d'une réunion le 7 novembre 1901, il a été décidé que la couleur officielle du collège serait le bleu. À l'origine, il s'agissait plutôt d'un bleu royal, qui s'est transformé en bleu marine au cours des années 1920. Le terme « Big Blue » est apparu dans les années 1960 simplement pour désigner la couleur de l'uniforme, par opposition à une mascotte particulière. L'image d'un taureau est apparue pour la première fois dans le programme d'un match de football américain en 1975, et l'année suivante, le taureau a été adopté comme mascotte de l'USU.
Pendant quelques années, l'USU a utilisé un taureau blanc vivant, peint en bleu, qui était amené lors d'événements sportifs et parqué sur les lignes de touche. Cependant, lorsque le Smith Spectrum (en) a été construit, on s'est inquiété du fait que le taureau abîme le sol. Pendant une courte période, le taureau a été équipé de bottes en caoutchouc rouges, mais ce système ne fonctionnant pas, le taureau a été retiré.
En 1987, le vice-président des sports de l'USU, John Mortensen, a décidé qu'Utah State devait toujours avoir une mascotte. Il a ainsi acquis un costume de 750 $ pour Big Blue. Il était quelque peu décevant. De couleur bleu roi et non bleu marine, il était équipé de vraies cornes et n'était pas facile à porter.
Depuis, le costume a été modernisé et il est maintenant l'une des mascottes universitaires les plus actives et les plus reconnues de la région. L'anecdote la plus connue de « Big Blue » est peut-être sa tradition de descendre en rappel du « JumboTron » pour lancer la présentation des équipes lors des matchs de basket-ball masculin. Il aime aussi faire du crowd surfing. En 2003, quatre des six personnes qui avaient joué le rôle de « Big Blue » étaient devenues des mascottes pour des équipes sportives professionnelles.

## Traditions

### Hail the Utah Aggies
Le chant de combat principal des « Aggies »est connu sous le nom de « Hail the Utah Aggies » ou simplement « Fight Song ». Il a été composé en 1933 par Mickey Hart, avec des paroles de Darwin Jepsen et Mark Hart.
Le couplet principal est chanté à deux reprises, le refrain y étant inséré.
| Couplet 1 | Refrain                                                                          | Couplet 2 |
| --- | -------------------------------------------------------------------------------- | --- |
| « Hail the Utah Aggies We'll play the game With all our might See the colors flying The Aggie blue And fighting white How they stir us onward We'll win the victory all right Hail the Utah Aggies We're out to win So fight, fight, fight ! » | « Utah State, hey ! Aggies all the way Go Aggies ! Go Aggies ! Hey, hey, hey ! » | « Hail the Utah Aggies We'll play the game With all our might See the colors flying The Aggie blue And fighting white How they stir us onward We'll win the victory all right Hail the Utah Aggies We're out to win So fight, fight, fight ! » |

### The Scotsman
La chanson populaire « The Scotsman » a été composée par l'étudiant Ebenezer J. Kirkham, de la classe de 1918.
Lors d'événements sportifs, la chanson est souvent chantée immédiatement après « Hail the Utah Aggies ».
Les paroles sont chantées deux fois sans interruption, accompagnées de gestes de bras synchronisés créés à l'origine par un petit groupe d'étudiants du bloc K du Smith Spectrum (en) au début des années 1990 (on pensait qu'ils représentaient la traite d'une vache à la main, mais ils imitaient en fait l'entrée des Bushwackers de la WWF dans une arène). Le geste s'est finalement répandu dans toute la section des étudiants.
Lors du deuxième chant de la dernière ligne du couplet, les paroles sont pratiquement crées.
| « Show me a Scotsman Who doesn't love the thistle Show me an Englishman Who doesn’t love the rose Show me a true-blooded Aggie from Utah Who doesn't love the spot Where the sagebrush grows ! » |

### The Hurd
Le « HURD » est la section étudiante de l'Université d'État de l'Utah. Créé en 2006, il s'est développé chaque année depuis. Au départ, il s'agissait d'un club de l'Association des étudiants de l'USU. Le « HURD » a ensuite intégré l'ensemble du corps estudiantins de l'USU à l'été 2012. À pleine capacité, le « HURD » remplit 6 500 sièges au Maverick Stadium pour les matchs de football américain et 4 000 sièges au Smith Spectrum (en) pour les matchs de basket-ball. Il aide à organiser des activités majeures sur et en dehors du campus, avec le leadership et l'aide de leur Comité.
Reconnu comme l'une des sections estudiantines la plus folle du pays et s'inspirant de sa devise « Be Seen. Be Loud. Be HURD !, » (Soyez vu. Soyez bruyant. Soyez HURD !), il veille à ce que les équipes visiteuses connaissent la meilleure atmosphère sportive universitaire du pays.

## Football américain

### Histoire
Le programme de football américain possède une riche histoire, avec des anciens élèves distingués tels que Merlin Olsen et Phil Olsen (en), Bobby Wagner, Nick Vigil (en) et Jordan Love.
Après un grand succès tout au long du milieu du XXe siècle, les Aggies ont connu des difficultés pendant la majeure partie des décennies suivantes, après deux périodes malheureuses en tant que programme indépendant et deux années supplémentaires dans la Sun Belt Conference géographiquement éloignée après que la Big West Conference, qui hébergeait les Aggies depuis 1978, ait choisi de cesser de sponsoriser le football américain en 2001. Les autres équipes sportives de l'USU sont restées dans cette conférence jusqu'à ce que l'université soit invitée à rejoindre la Western Athletic Conference (WAC) en 2005. Beaucoup attribuent le déclin aux administrateurs des universités de l'Utah et de Brigham-Young qui ont exclu Utah State, alors supérieure, de la WAC nouvellement formée. Ils ont finalement été invités à revenir dans la WAC après que deux autres universités soient parties pour aider à former la Mountain West Conference (MWC). Par la suite, Utah et BYU ont quitté la MWC et USU a été invitée à rejoindre cette conférence, où elle réside actuellement.
De 1980 à 2010, les Aggies n'ont eu qu'un bilan positif pendant trois ans (tous dans les années 1990). Pour renverser la situation, le directeur sportif de l'époque, Scott Barnes, a signé des accords avec des chaînes de télévision, remplacé l'entraîneur principal, levé des fonds et accompli de nombreuses réorganisations nécessaires, malgré les désavantages financiers du département des sports par rapport aux autres universités d'État et de conférence. En grande partie grâce à ses efforts, le département sportif d'USU a été couronné champion national 2009 de la Excellence in Management Cup, récompensant l'université qui remporte le plus de championnats avec les dépenses les plus faibles. Les Aggies ont ainsi remporté des titres de conférence WAC dans cinq sports au cours de l'année scolaire 2008-2009, le plus grand nombre à égalité de l'histoire de l'université.
Depuis 2011, le programme de football n'a manqué que deux participation aux bowls (2016 et 2020), en a remporté quatre, et a terminé classé dans le top 25 du pays à deux reprises . Les Aggies ont en effet connu une renaissance sous la direction de l'entraîneur principal Gary Andersen, qui a remplacé Brent Guy après la saison 2008. La campagne 2011 a été la première saison gagnante de l'équipe depuis de nombreuses années, ce qui lui a permis de se qualifier pour un bowl. 2012 a vu l'université remporter sa toute première saison avec 10 victoires, remporter la finale de conférence WAC (le premier titre de conférence depuis 1936) et terminer dans le Top 25 dans les trois principaux sondages. Andersen a quitté Utah State après la saison 2012 et a été remplacé par son ancien coordinateur offensif Matt Wells.
En fin de saison 2024, les Aggies ont participé à dix-sept bowls et en ont remporté six, la première victoire ayant eu lieu lors du Las Vegas Bowl de 1993 joué contre Ball State.

### Descriptif en fin de saison 2024
- Couleurs :    (bleu marine, blanc et étain)
- Dirigeants :
  - Directeur sportif : Diana Sabau
  - Entraîneur principal : Nate Dreiling (en) (intérim), 1re saison, bilan : 4-8  (33,4%)
- Stade
  - Nom : Maverik Stadium
  - Capacité : 33 119
  - Surface de jeu : pelouse artificielle (Sprin Turf)
  - Lieu : Logan, Utah
- Conférence :
  - Actuelle : Mountain West Conference  (depuis 2013, Pac-12 en 2016)
  - Ancienne : 
    - Indépendants (1892–1901)
    - Colorado Football Association (en) (1902–1908)
    - Indéterminé (1909–1913)
    - Rocky Mountain Athletic (en) Conference (1914–1937)
    - Mountain States Conference (en) (1938–1961)
    - University Division Independent (1962–1972)
    - Division I Independent (en) (1973–1977)
    - Pacific Coast Athletic Association / Big West Conference (1978–2000)
    - Indépendants (2001–2002)
    - Sun Belt Conference (2003–2004)
    - Western Athletic Conference (2005–2012)
- Internet :
  - Nom site Web : UtahStateAggies.com
  - URL : https://utahstateaggies.com/sports/football
- Bilan des matchs :
  - Victoires : 574 (50,3%)
  - Défaites : 568
  - Nuls : 31
- Bilan des Bowls :
  - Victoires : 6 (35,3%)
  - Défaites : 11
  - Nuls :
- College Football Playoff : -
- Titres :
  - Titres nationaux : -
  - Titres de conférence :  13 (1921, 1935, 1936, 1946, 1960, 1961, 1978, 1979, 1993, 1996, 1997, 2012, 2021)
  - Titres de la division Mountain de la MWC : 2 (2013, 2021)
- Joueurs :
  - Vainqueurs du Trophée Heisman :
  - All-American par consensus : 3 (1961, 1969, 2018)
- Hymne : Hail the Utah Aggies
- Mascotte : Big Blue
- Fanfare : Aggie Marching Band
- Rivalités :
  - BYU (The Old Wagon Wheel (en))
  - Utah, (Battle of the Brothers)
  - Wyoming (Bridger's Battle (en))

### Palmarès
- Titres de conférence

Les Aggies ont remporté treize titres de conférence dont 8 à égalité (†)
| Saison | Entraîneur principal | Conférence                         | Bilan saison | Bilan ConF. |
| ------ | -------------------- | ---------------------------------- | ------------ | ----------- |
| 1921   | Dick Romney          | Rocky Mountain Athletic Conference | 7–1          | 4–0         |
| 1935†  | Dick Romney          | Rocky Mountain Athletic Conference | 5–2–1        | 5–1–1       |
| 1936   | Dick Romney          | Rocky Mountain Athletic Conference | 7–0–1        | 6–0–1       |
| 1946†  | Dick Romney          | Big Seven Conference               | 7–2–1        | 4–1–1       |
| 1960†  | John Ralston         | Skyline Conference                 | 9–2          | 6–1         |
| 1961†  | John Ralston         | Skyline Conference                 | 9–1–1        | 5–0–1       |
| 1978†  | Bruce Snyder         | Pacific Coast Athletic Association | 7–4          | 3–1         |
| 1979   | Bruce Snyder         | Pacific Coast Athletic Association | 8–2–1        | 4–0–1       |
| 1993†  | Charlie Weatherbie   | Big West Conference                | 7–5          | 5–1         |
| 1996†  | John L. Smith        | Big West Conference                | 6–5          | 4–1         |
| 1997†  | John L. Smith        | Big West Conference                | 6–6          | 4–1         |
| 2012   | Gary Andersen        | Western Athletic Conference        | 11–2         | 6–0         |
| 2021   | Blake Anderson       | Mountain West Conference           | 10–3         | 6–2         |
- Titres de division

Les Aggies ont remporté deux titres de la division Mountain de la MWC.
| Saison | Conférence               | Division | Entraîneur principal | Finale de conférence      | Finale de conférence |
| ------ | ------------------------ | -------- | -------------------- | ------------------------- | -------------------- |
| Saison | Conférence               | Division | Entraîneur principal | Adversaire                | Résultat             |
| 2013   | Mountain West Conference | Mountain | Matt Wells           | Bulldogs de Fresno State  | P, 17–24             |
| 2021   | Mountain West Conference | Mountain | Blake Anderson       | Aztecs de San Diego State | G, 46–13             |

### Bowls
Utah State a participé à 17 bowls avec un bilan de 6 victoires pour 11 défaites. le Grape Bow (en) bien que repris dans les archives de la NCAA n'a pas été reconnus officiellement par le NCAA.
| Saison | Bowl                     | Adversaire                   | Score   | Entraîneur principal  | Class. AP |
| ------ | ------------------------ | ---------------------------- | ------- | --------------------- | --------- |
| 1946   | Raisin Bowl              | Spartans de San Jose State   | D 00–20 | Dick Romney           |           |
| 1947   | Grape Bowl*              | Tigers de Pacific            | D 21–35 | Dick Romney           |           |
| 1960   | Sun Bowl                 | Aggies de New Mexico State   | D 13–20 | John Ralston          |           |
| 1961   | Gotham Bowl              | Bears de Baylor              | D 09–24 | John Ralston          | no 10     |
| 1993   | Las Vegas Bowl           | Cardinals de Ball State      | V 42–33 | Charlie Weatherbie    |           |
| 1997   | Humanitarian Bowl        | Bearcats de Cincinnati       | D 19–35 | John L. Smith         |           |
| 2011   | Famous Idaho Potato Bowl | Bobcats de l'Ohio            | D 23–24 | Gary Andersen         |           |
| 2012   | Famous Idaho Potato Bowl | Rockets de Toledo            | V 41–15 | Gary Andersen         | no 16     |
| 2013   | Poinsettia Bowl          | Huskies de Northern Illinois | V 21–14 | Matt Wells            |           |
| 2014   | New Mexico Bowl          | Miners de l'UTEP             | V 21–06 | Matt Wells            |           |
| 2015   | Famous Idaho Potato Bowl | Zips d'Akron                 | D 21–23 | Matt Wells            |           |
| 2017   | Arizona Bowl             | Aggies de New Mexico State   | D 20–26 | Matt Wells            |           |
| 2018   | New Mexico Bowl          | Mean Green de North Texas    | V 52–13 | Frank Maile (intérim) |           |
| 2019   | Frisco Bowl              | Golden Flashes de Kent State | D 41–51 | Gary Andersen         |           |
| 2021   | Los Angeles Bowl         | Beavers d'Oregon State       | V 24–13 | Blake Anderson        | no 24     |
| 2022   | First Responder Bowl     | Tigers de Memphis            | D 10–38 | Blake Anderson        |           |
| 2023   | Famous Idaho Potato Bowl | Panthers de Georgia State    | D 45-22 | Blake Anderson        |           |

### Rivalités

#### Congars de BYU
La rivalité avec les Cougars de Brigham-Young (BYU) est surnommée « Holy War ». Elle fait référence au fait que BYU est géré et propriété de l'Église de Jésus-Christ des saints des derniers jours et qu'Utah est une université publique, gérée et administrée par l'État de l'Utah. La proximité des deux universités (distantes de 80 km et la longévité de la série ont développé cette rivalité. La première confrontation a eu lieu en 1896 et depuis 1922 elles se sont rencontrées chaque années à l'exception des saisons 1943, 1944 et 1945 (à la suite de la seconde guerre mondiale) ainsi qu'en 2014 et 2015.
Les deux équipes ont fait partie de la même conférence entre 1922 et 2010. Le match de rivalité a souvent décidé du titre de champion de la conférence. Les deux université se sont accordées pour se rencontrer chaque année jusqu'en 2028 (à l'exception des saisons 2014 et 2015) bien que l'Utah soit parti en Pacific-12 Conference et BYU soit devenue équipe indépendante en 2011. Cette coupure de deux saisons a été interrompue de façon inattendue puisque les deux équipes se sont rencontrées à l'occasion du Las Vegas Bowl 2015 qui fut surnommé le « Holy War in Sin City »(remporté par l'Utah 35-28).
La plus large victoire est à l'actif de BYU en 1980 sur le score de 56 à 6 (+50). La plus longue série de victoires consécutives (9) a été réalisée tant par l'Utah (1929-1937 et une série en cours 2010-2019) que par BYU (1979-1987). La plus longue série de matchs sans défaite (21) a été réalisée par l'Utah (1898-1941).
Les deux universités ne sont pas d'accord sur la date du premier match de la série :
- Utah affirme que le premier match a été joué en 1896 contre l'équipe de la Brigham Young Academy (en) (BYA). Cette académie a été dissoute en 1903 et remplacée par deux institution, la Brigham Young High School (en) (BY High) et l'université Brigham-Young (BYU)[14]
- BYU considère que son calendrier de match ne commence qu'en 1922 et pas avant[15],[16].

Des six matchs joués entre 1896 et 1898, Utah en a gagné 3 et BYA 3. Utah retient ces six résultats dans le bilan de la série tandis que BYU ne le fait pas.
En fin de saison 2024, selon Utah, Utah mène la série avec 62 victoires pour 36 à BYU et 4 nuls mais selon BYU, Utah mène la série avec 59 victoires pour 33 à BYU et 4 nuls.

#### Utes de l'Utah
La rivalité avec les Utes de l'Utah est surnommée « Battle of the Brothers ».
Elle a commencé le 25 novembre 1892, lorsque Utah State (alors connu sous le nom de Utah Agricultural College) a battu Utah 12 à 0 lors du premier match des deux programmes de football américain. Pendant une grande partie de son histoire, chaque fois que les deux équipes jouaient à Salt Lake City, cela se déroulait le jour de Thanksgiving. Cependant, cet aspect de la rivalité a pris fin en 1958, aucune rencontre n'a eu lieu le jour de Thanksgiving depuis 1959. Plus récemment, la rencontre a eu lieu en septembre comme l'un des premiers matchs de la saison pour les deux équipes. Utah et Utah State n'étant plus membres de la même conférence depuis 1961, chaque rencontre depuis lors a été un match volontaire hors conférence.
Dans les années 1970, Utah et ses fans ont considéré l'université Brigham-Young comme leur plus grand rival, et la Holy War est devenue la principale rivalité dans l'État d'Utah.
Après la victoire des Utes en 2015, aucune autre rencontre n'a été programmée avant le 14 décembre 2023, date à laquelle une série de trois matchs a été annoncée par les deux universités, un match en 2024 joué à Logan et les deux autres en 2026 et 2031 programmés à Salt Lake City.
Dans toute l'histoire de la rivalité, le match n'a jamais été disputé ailleurs qu'à Logan (Utah State ou à Salt Lake City (Utah).
Utah State mène la série avec 80 victoires pour 29 à Utah et 4 nuls.

#### Cowboys du Wyoming
La rivalité (en) avec les Cowboys du Wyoming est surnommée depuis 2013, la Bridger's Battle. Le premier match s'est déroulé le 23 novembre 1903 et voit la victoire des Aggies sur le score de 46 à 0.
Le trophée remis au vainqueur depuis 2013 est dénommé le Bridger Rifle.
Utah State mène la série avec 41 victoires pour 28 à Wyoming et 4 nuls.

### Récompenses individuelles
- Outland Trophy :
  - Merlin Olsen : 1961, defensive lineman/defensive tackle
- Walter Camp Man of the Year Award
  - Merlin Olsen : 1982, defensive lineman/defensive tackle
- Jet Award :
  - Savon Scarver (en) : 2018, spécialiste des retours

### College Football Hall of Fame
| Nom                 | Poste      | Carrière à USU | Date intronisation |
| ------------------- | ---------- | -------------- | ------------------ |
| Merlin Olsen        | DL/DT      | 1959-1961      | 1980               |
| John Ralston        | Entraîneur | 1959-1962      | 1992               |
| LaVell Edwards (en) | OL         | 1949-1951      | 2004               |

Note : Lavell Edwards a été intronisé en tant qu'entraîneur principal à BYU 

### Pro Football Hall of Fame
| Nom          | Poste | Carrière à USU | Date intronisation |
| ------------ | ----- | -------------- | ------------------ |
| Merlin Olsen | DL    | 1959–1961      | 1982               |

Merin Olsen a été sélectionné à 14 reprises pour le Pro Bowl (1962–1975). Il a été désigné meilleur rookie de la saison NFL 1962 et fait partie de l'équipe des décades 1960 et 1970 de la NFL ainsi que des équipes du 75e et du 100e anniversaire de la NFL. Il figure sur le St. Louis Football Ring of Fame et son No 74 a été retiré par les Rams de Los Angeles. Il a remporté le Bert Bell Award en 1974 en tant que meilleur joueur de la saison.

### Numéros retirés
| N° | Joueur          | Poste            | Saisons   | Date retrait | Réf.   |
| -- | --------------- | ---------------- | --------- | ------------ | ------ |
| 35 | Elmer Ward (en) | Centre           | 1932–1935 | 1994         | [ 23 ] |
| 71 | Merlin Olsen    | Defensive tackle | 1959–1961 | ND           | [ 24 ] |

## Palmarès autres sports
Dernière mise à jour en date du 1er juillet 2024

### Titres nationaux

#### Par équipe
- Volleyball (AIAW): 1978
- Softball (AIAW WCWS): 1980, 1981[25]
- Handball hommes[26] :
  - Div. 2 Singles : 2013 – Ryan Campbell, 2014 – Jonathan Larson
  - Div. 2 Doubles : 2013 – Ryan Campbell & Jonathan Larson
  - Div. intermédiaire : 2015 – Andy Graves
  - Div. 3C : 2017 – Jarod Jensen
- Handball femmes :
  - A : 2017 – Lindsey Boetler
  - B : 2016 – Jeanne Hancock

#### En individuel
- Golf (homme) : 1[27]
- Athlétisme en salle (homme): 2[27]
- Athlétisme en extérieur (homme) : 3[27].

### Titres de conférence
- Hommes[28] :
  - Baseball : 1919, 1920, 1921
  - Basketball : 1918, 1926, 1930, 1935, 1936, 1980, 1995, 1997, 1998, 2000, 2002, 2004, 2008, 2009, 2010, 2011, 2019, 2020, 2024
  - Cross Country : 1992, 1993, 1994, 2002, 2005, 2006, 2007, 2008, 2009, 2011, 2019
  - Tennis : 2016, 2017, 2018, 2024
  - Athlétisme en salle : 1993, 2008, 2010, 2011
  - Athlétisme en extérieur : 1915, 1924, 1925, 1926, 1927, 1947, 1994, 1995, 1996, 1998, 1999, 2002, 2003, 2007, 2009, 2010, 2011
  - Lutte : 1978, 1979
- Femmes[28] :
  - Basketball : 1974
  - Cross Country : 1998, 2006, 2008
  - Gymnastique : 1992, 1996, 1998, 2001, 2005, 2022
  - Athlétisme en salle : 1994, 2012
  - Athlétisme en extérieur : 1993, 1994, 1995, 1996, 1997, 1998, 1999, 2012
  - Soccer : 2008, 2010, 2011, 2012, 2023
  - Softball : 1981, 1982, 1986, 1987, 1993
  - Volleyball : 1977, 1978, 1979, 1980, 1981, 1999, 2010, 2012, 2021, 2022, 2023